# Henryk Ross
Henryk Ross (1 tháng 5 năm 1910  –  1991) là một nhiếp ảnh gia người Ba Lan gốc Do Thái, ông đã làm việc cho Cục Thống kê của Hội đồng Do Thái trong Łódź Ghetto thời kỳ Holocaust ở Ba Lan bị chiếm đóng. Táo bạo, khi làm công việc nhiếp ảnh gia chụp hình nhân viên, Ross cũng ghi lại những hành động tàn bạo của Đức Quốc xã (chẳng hạn như treo cổ nơi công cộng) trong khi ông vẫn chính thức được chính quyền lao động Đức ân sủng.
Một phần nhiệm vụ chính thức của ông là chụp ảnh lấy danh tính. Ông đã xây dựng một sân khấu ba cấp trong studio của mình, cho phép ông chụp ảnh tối đa 12 người với một âm bản duy nhất. Mặc dù các nhà chức trách chỉ cung cấp cho ông đủ phim cho công việc được giao, thủ thuật này cho phép ông có thêm phim mà ông có thể sử dụng để chụp ảnh trái phép.
Những tấm hình không chính thức của ông bao gồm các hình chụp cuộc sống hàng ngày, các lễ kỷ niệm cộng đồng, cảnh trẻ em đang đào bới thức ăn thừa và các nhóm lớn người Do Thái bị dẫn đi trục xuất và bị chất lên ô tô. Khi khu người Do Thái bị dẹp vào mùa thu năm 1944, Ross đã chôn các tấm ảnh và phim âm bản của mình trong một chiếc hộp, hy vọng chúng có thể tồn tại như một sự ghi nhận lịch sử. Ông đã đào được chiếc hộp vào tháng 1 năm 1945, sau khi Hồng quân giải phóng Ba Lan. Phần lớn tài liệu của ông bị nước làm hư hỏng hoặc phá hủy; dù vậy, khoảng một nửa trong số 6.000 hình ảnh của ông còn dùng được.  Ross sau đó đã làm chứng trong phiên tòa xét xử Adolf Eichmann năm 1961.